# Santa Isabel, Rioverde
Santa Isabel är en ort i Mexiko.   Den ligger i kommunen Rioverde och delstaten San Luis Potosí, i den centrala delen av landet, 280 km norr om huvudstaden Mexico City. Santa Isabel ligger 943 meter över havet och antalet invånare är 237.
Terrängen runt Santa Isabel är kuperad åt sydost, men åt nordväst är den platt. Runt Santa Isabel är det ganska glesbefolkat, med 24 invånare per kvadratkilometer. Närmaste större samhälle är Río Verde, 16,4 km nordväst om Santa Isabel. I omgivningarna runt Santa Isabel växer huvudsakligen savannskog.